# حفيظ الله قدامي
حفيظ الله قدامي (20 فبراير 1985 بكابل في أفغانستان - ) هو لاعب كرة قدم أفغاني في مركز الهجوم. شارك مع منتخب أفغانستان لكرة القدم. أما مع النوادي، فقد لعب مع نادي بنك كابل.

## روابط خارجية
- حفيظ الله قدامي على موقع قاعدة بيانات كرة القدم.إي يو (الإنجليزية)
- حفيظ الله قدامي على موقع ناشيونال فوتبول تيمز (الإنجليزية)
- حفيظ الله قدامي على موقع Soccerway.com (الإنجليزية)
- حفيظ الله قدامي على موقع عالم كرة القدم.نت (الإنجليزية)